# Clubiona alticola
Clubiona alticola là một loài nhện trong họ Clubionidae.
Loài này thuộc chi Clubiona. Clubiona alticola được miêu tả năm 2008 bởi Pakawin Dankittipakul & Singtripop.